# Première circonscription de Kersa
La première circonscription de Kersa est l'une des 177 circonscriptions législatives de l'État fédéré Oromia en Éthiopie. Elle se situe dans la zone Est Hararghe. Sa représentante actuelle est Iftu Tofiq Abdulahi.